# 少女界

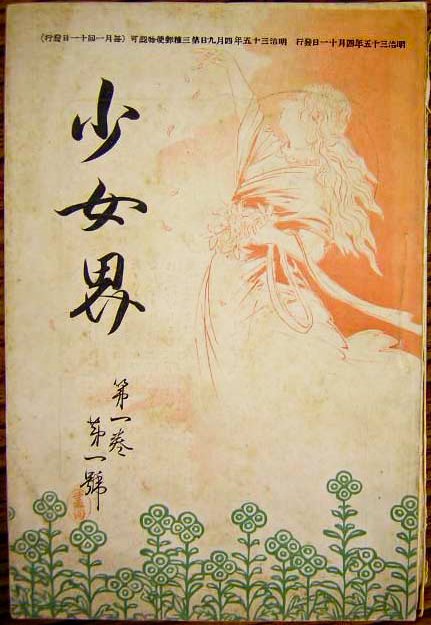
『少女界』創刊号の表紙

少女界（しょうじょかい）は、日本最初の少女雑誌。1902年（明治35年）に金港堂書籍から創刊された。『教育界』『少年界』『少女界』『青年界』『婦人界』『文芸界』『軍事界』の七大雑誌を同時創刊したうちの1つ。少女歌壇の選者は服部躬治。最終号は1912年（大正元年）9月号。
- 「少女界は其時代、外に全く少女の讀物とてはない時代の事とて今日の人々が思ひ及ばぬ程一般の婦人達に愛讀されたものであつた」（今井邦子『水野仙子さんの思ひ出』）

## 掲載作家
- 吉屋信子 - 『鳴らずの太鼓』（明治43年、懸賞小説で一等）、『乙女の小路』（昭和3年4月号 - 9月号）
- 田中恭吉
- 水野仙子
- 山村暮鳥
- 今井邦子
- 尾島菊子 - 『秋の休日』『漁師の娘』『三人娘』（明治39年）、『春の嵐』『別れ』『をぐるま』『鑑菊会』（明治40年）、『夢こゝち』『初奉公』『姉と弟』『都の夢』（明治41年）、『お花見』『棄子』『お嫁様』（明治42年）、『子猫』『里子』（明治43年）、『菖蒲の里』（明治44年）